# King Caesar
King Caesar (jap. キングシーサー Kingu Shīsā; ang. alt. King Seeser) – fikcyjny gigantyczny potwór (kaijū) występujący w japońskich filmach fantastycznonaukowych wytwórni Tōhō.

## Imię
Oryginalne japońskie imię King Caesara – Kingu Shīsā nawiązuje do shīsā, popularnych na Okinawie mitycznych stworów opiekuńczych wywodzących się od chińskich lwów. Oryginalna latynizacja jego imienia brzmiała King Seeser, co można zauważyć m.in. w międzynarodowym zwiastunie Godzilla kontra Mechagodzilla. W latach 70. XX wieku ogólny dalekowschodni folklor był relatywnie nieznany zachodniej publiczności, co skutkowało traktowaniem shisa jako japoński wariant imienia Caesar (pol. Cezar). Tōhō ostatecznie ustanowiło King Caesar jako oficjalne angielskie imię potwora.

## Opis
King Caesar jest gigantycznym antropomorficznym lwem chińskim, a dokładnie jego okinawskim odpowiednikiem shīsā. Jego twarz zdobi coś na kształt diademu, a oczy przypominają kamienie szlachetne. Jego skóra ma wzór przypominający mur cegieł. Ten atrybut oraz oficjalne przekroje anatomiczne sugerują, że w rzeczywistości może być czymś w rodzaju robota.
Charakterystyka King Caesara została oparta na tradycyjnej okinawskiej baśni ludowej, w której shīsā ochronił wioskę przed złym smokiem. Mit ten nawiązuje do przepowiedni w Godzilla kontra Mechagodzilla, gdzie tytułowy Mechagodzilla jest określany złym smokiem.

## Historia

### Seria Shōwa
King Caesar w Godzilla kontra Mechagodzilla był mitycznym obrońcą Okinawy, który w przeszłości bronił jej przed najeźdźcami. Żeby go wybudzić, musi dokonać tylko szlachetnie urodzona potomkini rodu Azumi. W 1974 roku podczas prac wykopaliskowych odkryto w jaskini starożytne malowidła i posążek przedstawiający King Caesara. Posążek ten był poszukiwany przez tajemniczych ludzi, którymi okazali się małpopodobni kosmici pochodzący z 3. Planety z Czarnej Dziury. Posążek jest kluczem do wybudzenia King Caesara i pokonania potwora z przepowiedni, którym okazuje się Mechagodzilla stworzony przez Kosmitów z 3. Planety z Czarnej Dziury. Po wielu perypetiach posążek został umieszczony na świątyni zamku Azumi i ujawniła się pieczara z King Caesarem w letargu. Kapłanka Nami jako potomkini rodu Azumi zbudziła go pieśnią. W tym samym pojawił się Mechagodzilla i stoczył bitwę z King Caesarem. Wszystko wskazywało na to, że King Caesar polegnie w walce i gdy miał zostać dobity przez Mechagodzillę, na miejsce walki przybył Godzilla. Po zaciętej walce udało King Caesarowi i Godzilli zniszczyć Mechagodzillę, a King Caesar ponownie ułożył się do snu.

### Seria Millenium
King Caesar wystąpił w filmie Godzilla: Ostatnia wojna tym razem jako stworzenie nieznanego pochodzenia. Wystąpił w filmie, ponieważ wraz z Giganem był ulubionym kaijū reżysera Ryūhei Kitamury, którego ulubionym filmem z Godzillą był Godzilla kontra Mechagodzilla. King Caesar był jednym z potworów atakujących cały świat. Celem King Caesara była Okinawa. Wraz z innymi potwora został teleportowany nagle przez kosmitów zwanych Xilieniami, chcących ocalić Ziemian. Jednak okazało się, że to Xilieni stali za atakami potworów jako część planów podbicia Ziemi. Doktor Miyuki Otonashi wykazała, że King Caesar i inne potwory mają w sobie zasadę M (jap. M塩基 M Enki; ang. M-Base), dzięki czemu Xilieni mogą je kontrolować. W odpowiedzi Siły Obrony Ziemi (oryg. Earth Defense Force) wypuściły z Obszaru G (oryg. Area G) Godzillę, gdyż ten jest pozbawiony zasady M i może stanowić największą obronę Ziemi. Dowódca Xilienów rozkazał teleportowanie King Caesara wraz z Anguirusem i Rodanem u podnóża góry Fudżi, gdzie ścierają się z przybyłym Godzillą. Trzy potwory przegrały jednak walkę z olbrzymim jaszczurem, jednak w przeciwieństwie do innych potworów zostały przez niego oszczędzone.